# سيلفيا ساليس
سيلفيا ساليس (بالإيطالية: Silvia Salis)‏ هي منافسة ألعاب القوى إيطالية، ولدت في 17 سبتمبر 1985 في جنوة في إيطاليا.

## وصلات خارجية
- سيلفيا ساليس على موقع الاتحاد الدولي لألعاب القوى (الإنجليزية)
- سيلفيا ساليس على موقع الاتحاد الإيطالي لألعاب القوى (الإيطالية)
- سيلفيا ساليس على موقع اللجنة الأولمبية الدولية (الإنجليزية)
- سيلفيا ساليس على موقع أوليمبيديا (الإنجليزية)